# عوسجة (الطيال)

تعديل مصدري - تعديل

عوسجة هي إحدى قرى عزلة جبل اللوز بمديرية الطيال التابعة لمحافظة صنعاء، بلغ تعداد سكانها 260 نسمة حسب تعداد اليمن لعام 2004.